# Dyer (faraón)
Dyer fue el tercer faraón de la dinastía I del Periodo Dinástico Arcaico Temprano de Egipto.  Dyer reinó aproximadamente entre los años 2980-2941 a. C.
Los dos primeros faraones de esta dinastía I del Imperio antiguo fueron Narmer (primero) y Hor-Aha, el padre de Dyer. 
Dyer fue enterrado en la tumba (O) de la necrópolis de Umm el-Qaab, en Abidos.

## Etimología
La Lista Real de Abidos señala como nombre personal del segundo faraón Teti, el Canon de Turín le lista como Iteti, mientras que las listas de Manetón le nombran Atotis. También se le conoce como Iti o Atoti.

## Duración de su reinado
Aunque el sacerdote egipcio Manetón, que escribió en el siglo III a. C., declaró que Dyer gobernó durante 57 años, la investigación moderna  subraya que la piedra de Palermo, casi contemporánea y, por lo tanto, más precisa, atribuye a Dyer un reinado de 41 años completos y parciales. Eusebio de Cesarea indica que reino 39 años. Se señala que los 10 primeros años del reinado de Dyer se conservan en el registro II de la Piedra de Palermo, mientras que los años intermedios del reinado de este faraón se registran en el registro II del fragmento de piedra de El Cairo C1. Durante su reinado se realizó el primer censo de la historia del antiguo Egipto. 

## Testimonios de su época

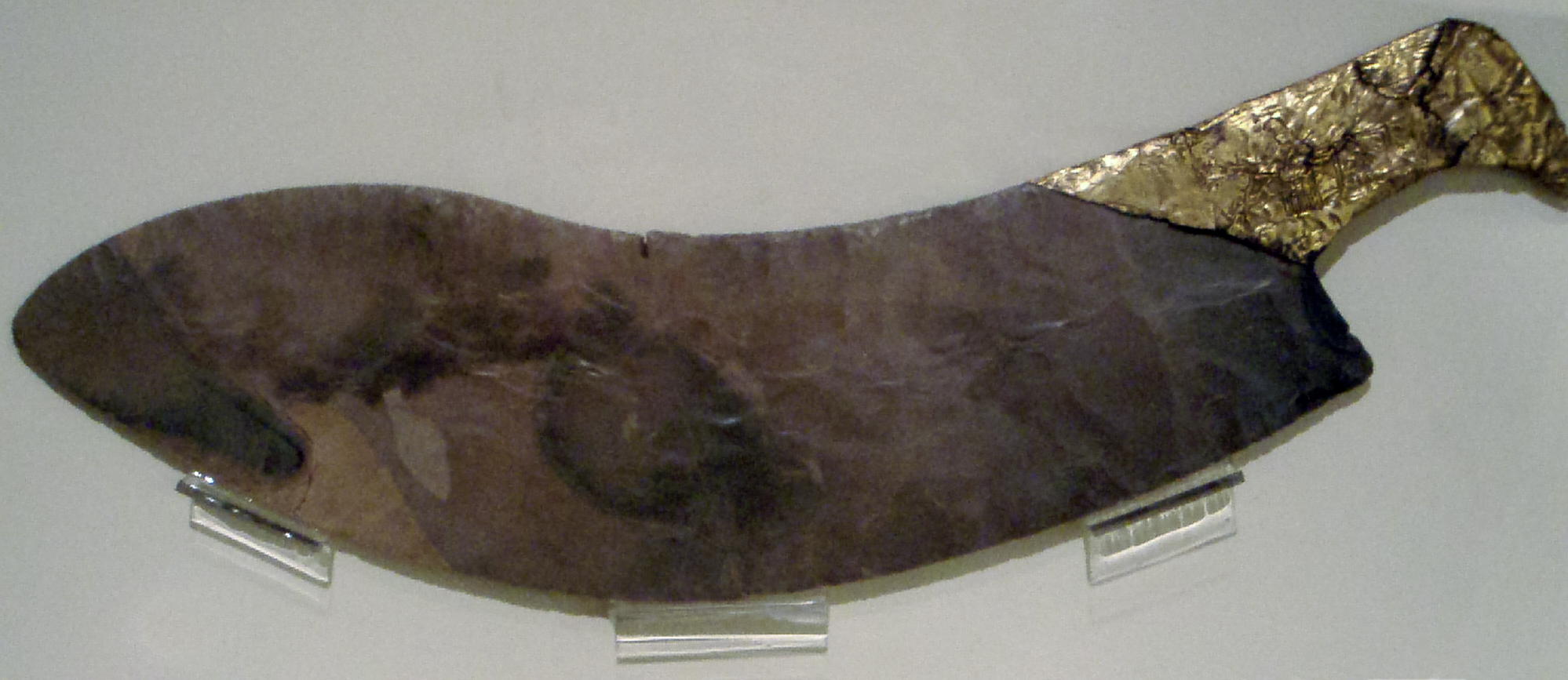
Cuchillo ceremonial con el nombre del faraón Dyer inscrito en la empuñadura. Royal Ontario Museum, Toronto, Canadá.

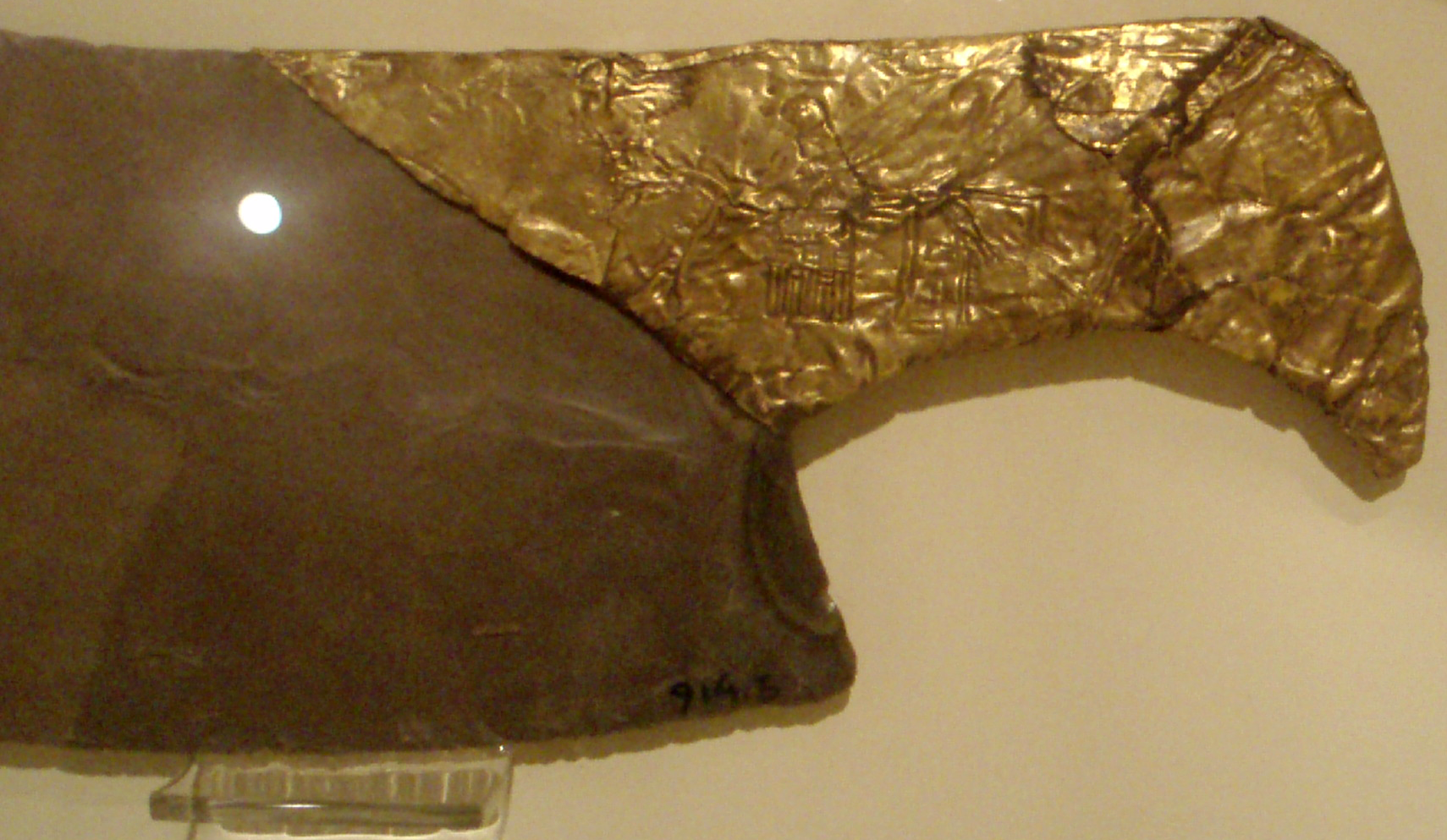
Detalle del nombre del faraón Dyer inscrito en la empuñadura de oro

### Construcciones
- La tumba y el recinto funerario en Abidos (la tumba y el complejo funerario del rey). Su sepultura es la tumba O, en la necrópolis de Umm el-Qaab, en Abidos, considerada en épocas posteriores la tumba de Osiris, llegó a ser centro de culto y destino de peregrinaciones, especialmente en tiempos del Imperio Nuevo.
- Dos sepulturas con forma de grandes mastabas, la S3471 y QS2185 en Saqqara.
- También posiblemente la mastaba S3503 atribuida a la reina Merytneith en Saqqara.

### Inscripciones
- Inscripción de la tumba 3035 en Saqqara (Emery). La tumba pertenece al alto oficial Hemaka, que sirvió bajo Den.
- Inscripción de la tumba 3503 en Saqqara (Emery).
- Inscripción de la tumba 3506 en Saqqara (Emery).
- Impresiones de sello de la tumba 2185 en Saqqara (Quibell).
- Impresiones de sello de la tumba 3471 en Saqqara (Emery).
- Impresiones de sello e inscripciones de Helwan (Saad).
- Vasija de Turah con el nombre del rey (Kaiser).
- Tablilla de marfil en Abidos UC16182, tumba subsidiaria 612 del recinto de Dyer (Petrie).
- Placa de cobre con el nombre de Dyer, tumba 461 en Abidos, UC16172 (Museo Petrie)
- Su nombre se encontró impreso en la tumba T de Umm el Qaab, Abidos.

## Familia
Dyer era hijo del faraón Hor-Aha y su esposa Khenthap. Su abuelo probablemente era Narmer. Dyer engendró a Merytneit, esposa del faraón Dyet y madre del faraón Den. Ciertas mujeres fueron enterradas en tumbas subsidiarias cerca de la tumba de Dyer en Abydos o atestiguadas en Saqqara. Se cree que estas mujeres fueron las esposas de Dyer e incluyen:
- Nakhtneith (o Nekhetneith), enterrada en Abidos y conocida por una estela.
- Herneith, posiblemente una esposa de Dyer. Enterrada en Saqqara.
- Seshemetka, enterrada en Abidos junto al rey. Se decía que era esposa de Den.
- Penebui, su nombre y título fueron encontrados en una etiqueta de marfil de Saqqara.
- Bsu, conocida por una etiqueta en Saqqara y varios vasos de piedra (la lectura del nombre es incierta; el nombre consta de tres jeroglíficos de peces).

## Titulatura
| Titulatura | Jeroglífico | Transliteración (transcripción) - traducción - (referencias) |

| G5 |

| G5 |

| M38 |

| M38 |

| M38 |

| M38 |

| G5 |

| G5 |

| M38 |

| M38 |

| M38 |

| M38 |

| G16 |

| G16 |

|  |

| G16 |

| G16 |

|  |

| G8 |

| G8 |

| \| \| | n · S12 |
|       |         |

|  |

| \| \| | n · S12 |
|       |         |

|  |

| G8 |

| G8 |

| \| \| | n · S12 |
|       |         |

|  |

| \| \| | n · S12 |
|       |         |

|  |

| i | t | U33 |

| i | t | U33 |

| i | t | U33 |

| i | t | U33 |

| i | t | U33 |

| i | t | U33 |

| i | t | U33 |

| i | t | U33 |

| i | t | U33 |

| i | t | U33 |

| i | t | U33 |

| i | t | U33 |

| i | t | U33 |

| i | t | U33 |

| i | t | U33 |

| i | t | U33 |